# 车夹炮
车夹炮，也称夹车炮、车双炮等。象棋中的杀招。在将缺乏其他子力保护的时，使用两个炮和一个车上下或左右交错攻击。有时，也可以借助帅（将）力将车紧贴敌将（帅）完成阻杀，如图夹车炮4。
| 车夹炮1 车夹炮2 车夹炮3 车夹炮4 |

## 解杀还杀
| 车夹炮5黑方可走车６退６，即可拔簧马反杀红方。 |